# Carmenta arizonae
Carmenta arizonae is een vlinder uit de familie wespvlinders (Sesiidae), onderfamilie Sesiinae.
Carmenta arizonae is voor het eerst wetenschappelijk beschreven door Beutenmüller in 1898. De soort komt voor in het Nearctisch gebied.